# Imiglucerase
Imiglucerase é um fármaco utilizado no tratamento da doença de Gaucher. É produzido pelo laboratório Genzyme pertencente a Sanofi-Aventis, sob o nome comercial Cerezyme.